# Association of Algerian Muslim Women
Association of Algerian Muslim Women (AFMA) (fr:Association des femmes musulmanes algériennes), var en kvinnoförening i Algeriet, grundad 1947. Det tillhörde de första kvinnoföreningarna i Algeriet. 
Bland den inhemska algeriska befolkningen i Franska Algeriet uppkom den första vågens feminism på 1940-talet, när algerierna organiserade sig politiskt i sin långvariga aktiva kamp mot kolonialmakten, och integrerade kvinnorna i det politiska partisystemet och kampen mot kolonialismen. Det var i samband med detta de första kvinnoorganisationerna uppkom. Algerian Women's Union (UFA) grundades 1943 som en del av Algerian Communist Party (PCA), följt av Association of Algerian Muslim Women (AFMA) (fr:Association des femmes musulmanes algériennes), som grundades 1947 som en stödförening för de fångar som tagits under den nationalistiska demonstrationen 8 maj 1945 och dessas familjer. De utgjorde den dåvarande kvinnorörelsen i Algeriet; den tredje inhemska algeriska politiska rörelsen vid den tiden, det religiösa Oulema, hade ingen formell kvinnoförening, även om den drev många aktiviteter, bland dem religiösa flickskolor. 
UFA stödde jämlikhet mellan könen och hade kvinnor på alla nivåer i sitt parti, medan de övriga ansåg att kvinnor efter självständigheten borde stanna hemma, för att på så sätt lösa arbetslösheten i den nya staten Algeriet. Under självständighetskampen var AFMA dock aktivt i att mobilisera kvinnor att medverka aktivt i kampen mot den franska kolonialmakten. AFMA grundades 24 juni 1947 av Mamia Chentouf och Nafissa Hamoud, två kvinnor som redan var involverade i kampen för algerisk självständighet, som en kvinnogrupp inom det algeriska folkpartiet; tillsammans med bland andra medaktivisterna Fatima Zekkal, Nassima Hablal och Izza Bouzekri. Syftet med denna förening var dubbel. För det första att övertyga algeriska kvinnor att stödja självständighetsvänliga grupper, och för det andra att ge ekonomiskt stöd till kvinnor vars män har gripits på grund av sitt politiska engagemang.